# Langholt (Leer)
Langholt is een dorp in de Duitse deelstaat Nedersaksen. Tot 1973 was Langholt een zelfstandige gemeente. In dat jaar werd het grootste deel van die gemeente, inclusief het dorp, gevoegd bij Ostrhauderfehn, de rest werd onderdeel van Rhauderfehn.
De oudste vermelding van het dorp dateert uit 1319. De stichting van het dorp hangt samen met een nabijgelegen klooster van de Johanniters. De kloosterkerk heeft bestaan tot 1690. In 1901 kreeg Langholt weer een eigen kerk.
- Virtual International Authority File: 244758709